# Сейё
Сейё (яп. 西予市 Сэйё-си) — город в Японии, находящийся в префектуре Эхимэ. Площадь города составляет 514,79 км², население — 39 910 человек (1 августа 2014), плотность населения — 77,53 чел./км².

## Географическое положение
Город расположен на острове Сикоку в префектуре Эхимэ региона Сикоку. С ним граничат города Одзу, Яватахама, Увадзима и посёлки Кумакоген, Утико, Кихоку, Юсухара.

## Население
Население города составляет 39 910 человек (1 августа 2014), а плотность — 77,53 чел./км². Изменение численности населения с 1980 по 2005 годы:
| 1980 | 56 175 чел. |  |
| 1985 | 54 804 чел. |  |
| 1990 | 51 893 чел. |  |
| 1995 | 49 022 чел. |  |
| 2000 | 47 217 чел. |  |
| 2005 | 44 948 чел. |  |

## Символика
Деревом города считается Fagus crenata, цветком — Astragalus sinicus, птицей — Cettia diphone.